# Żółkiewka (rivière)
La Żółkiewka est une rivière du centre-est de la Pologne, affluent de rive gauche de la rivière de Wieprz. Ce cours d'eau a une longueur de 32,96 km. Il prend sa source dans le village de Rożki et conflue avec le Wieprz à Krasnystaw.